# Ébarbage (édition)
Pour les articles homonymes, voir Ébarbage.
En reliure, ébarber est un geste technique qui consiste à rogner les feuilles d'un livre, c'est-à-dire, en pratique, à rafraîchir chaque cahier séparément le long de la tranche du devant et de celle de queue. L'artisan relieur laisse les marges le plus larges possible, plus elles seront larges plus le livre aura, en principe, de la valeur. Il détermine par conséquent le format à donner aux cahiers en les tassant tous ensemble d'abord en dos, puis en tête et en choisissant dans la masse deux cahiers qui tiennent le milieu entre les autres, l'un en hauteur, l'autre en largeur. Le relieur taille alors bien d'équerre, sur ces modèles, un calibre ou patron en fort carton laminé ; puis, d'après ce calibre, il ébarbe successivement chaque cahier en queue et en côté, à l'aide de la pointe et d'une règle d'acier, en s'établissant sur une feuille de zinc.